# Rhachotropis oculata
Rhachotropis oculata är en kräftdjursart som först beskrevs av Hansen 1887.  Rhachotropis oculata ingår i släktet Rhachotropis och familjen Eusiridae. Inga underarter finns listade i Catalogue of Life.